# Pinnaxodes
Pinnaxodes is een geslacht van kreeftachtigen uit de klasse van de Malacostraca (hogere kreeftachtigen).

## Soorten
- Pinnaxodes bipunctatus (Nicolet, 1849)
- Pinnaxodes chilensis (H. Milne Edwards, 1837)
- Pinnaxodes floridensis Wells & Wells, 1961
- Pinnaxodes gigas Green, 1992
- Pinnaxodes major Ortmann, 1894
- Pinnaxodes mutuensis Sakai, 1939
- Pinnaxodes tomentosus Ortmann, 1894